# Memtest86
Memtest86 または Memtest86+ とは、PC/AT互換機向けの、主記憶装置（ランダムアクセスメモリ（RAM））のテストツールである。オープンソース方式で開発が進められている。

## 概要
Memtest86およびMemtest86＋はいずれも、フロッピーディスク、CD-ROM、USBメモリのいずれかを使用してブートローダからオペレーティングシステム（OS）を使わずに起動する。実行に際して搭載オペレーティングシステムの影響を受けず、また、影響を及ぼさない。搭載ハードディスクドライブへのアクセスもない。
起動するとすぐにテストが始まる。この際、ユーザは特段の操作の必要もなく、テストは自動で進行する。
テストがすべて完了する時間は、（数分で終わる場合や1時間以上掛る場合など）メモリの搭載量と速度によって異なる。ユーザーがリブート（再起動）を行うなどのプログラムを停止しない限り、テストは継続して何度も行われる。
これらのプログラムは、古いシステムである80386・80486から最新のCPUまで、新旧に関わらず動作する。現在でも新しいチップに対応するためにバージョンアップされている。
最初、元となるMemtest86がChris Bradyによって開発されたがバージョン3.0で2年間開発が停止された。そのため新しいCPUとチップセットに対応するためSamuel Demeulemeesterが派生品としてMemtest86+を開発した。その後Memtest86側のChris Bradyも開発を再開し、2010年時点ではどちらも開発・プロジェクトが進んでいた。
2013年2月に、Chris BradyはMemtest86をオーストラリアの企業PassMarkへ売却した。これを受け、Memtest86がフリーではなくなるのではとの憶測が流れたものの、PassMarkはそれを否定した。しかし実際に売却が完了すると、PassMarkはMemtest86の開発を打ち切り、PassMarkが独自に開発したUEFIブート対応のまったく別のメモリテストツールをMemtest86の最新版(バージョン5.0～)として配布・販売し始めた。このPassMark版Memtest86は、元々のMemtest86とは異なり、無料版と有料版があるプロプライエタリなライセンスとなっている。また、PassMark版Memtest86のリリースに先立ち、PassMarkはMemtest86という名称について商標を取得している。
一方で、フリーで配布を続けていたMemtest86+の開発が長い間停止していたが、2020年に入って開発が再開された。memtest.orgの公式サイトより、ISO形式のCD-ROMから起動するファイルや、Windows向けのUSBフラッシュメモリから起動するバージョンをダウンロード出来る。こちらは現在もGPLによるライセンスを継続している。

## 仕組み
全てのメモリアドレスにテストパターンを一度書き込んだ後それを再度読み出し、テストパターンと読み出し結果を比較する事でメモリエラーが存在するか調べている。

## 既知の問題
Memtest86には2種類あり、元になっているMemtest86と派生品であるMemtest86+が存在するが、どちらも実行時の画面構成・表示が非常に似ており混同しやすい。
バージョン3.5以前では4GB以上のメモリを搭載したコンピュータで実行に失敗することが報告されていたが、バージョン4.0で改善された。
メモリ自体は故障していなくても、メモリに接続し制御を行っているマザーボード側に問題があった場合、メモリエラーと判断される場合がある。メモリに不具合があるという結果が出た場合でも、（実際にメモリが壊れている可能性も含め）チップセットの故障やメモリスロットの接触不良、BIOSの不具合など、状況に応じた原因究明を行う必要がある。